# Wieder da
Wieder da (norwegisch Tilbakekomstene) ist ein absurdes Theaterstück des norwegischen Dramatikers Fredrik Brattberg, für das er 2012 den Ibsen Award erhielt. Die deutschsprachige Erstaufführung war im September 2019 am Schauspiel Frankfurt in der Regie von Kornelius Eich. Das Stück wurde von Hinrich Schmidt-Henkel ins Deutsche übersetzt.

## Handlung
Ein Ehepaar sitzt zuhause und wartet auf den einzigen Sohn Gustav, der seit langer Zeit verschwunden ist. Ratlos darüber, wo er sein könnte, fügen sie sich ins Unvermeidliche und leben ihren Alltag weiter. Doch dann taucht der Sohn wieder auf und alles normalisiert sich – bis er wieder verschwindet. Die Zeit vergeht und Verzweiflung sowie Trauer machen sich breit. Und dann ist er wieder da – um wieder zu verschwinden.